# Bocaina (São Paulo)
Bocaina  este un oraș în statul São Paulo (SP), Brazilia.